# Estação Sadat
Estação Sadat (em árabe: السادات) é uma estação de metrô que faz parte da Linha 1 também identificada como Linha Vermelha e conhecida como linha francesa do metro do Cairo e da Linha 2 também identificada como Linha Amarela e conhecida como linha japonesa. Sadat é um dos dois pontos de transbordo destas linhas.

## Origem do nome

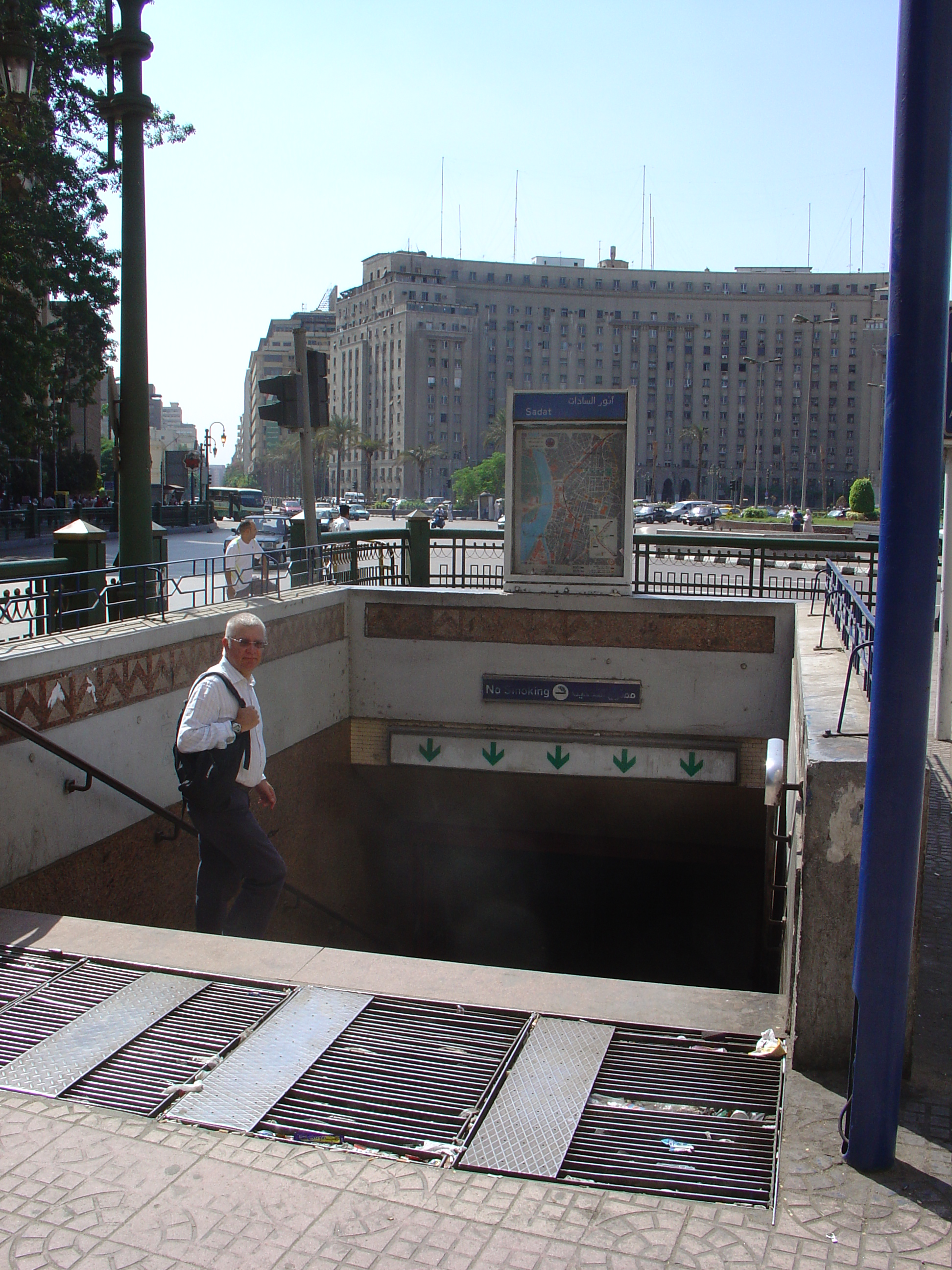
Escadaria de acesso à estação Sadat na praça Tahrir.

O nome da estação é uma homenagem a Anwar Al Sadat (1918-1981) que foi presidente do Egito de 1970 a 1981, tendo recebido também o Prêmio Nobel da Paz em 1978.

## Características
A estação subterrânea tem 20000 m2 de área construída, distribuída em cinco níveis, cada um deles com  4000 m2. A estação que atende a Linha 2 tem mais 7170 m2 distribuídos em dois pisos.

### Nível de ruído na estação
Segundo o estudo de avaliação de ruído dentro do Metro do Grande Cairo publicado em 2005, as medições indicaram que a poluição sonora no local é claramente inadequada. O mesmo estudo recomendou que os trens deveriam chegar na estação com uma velocidade menor, que o sistema de freio das composições deveria ser revisto e as paredes da estação deveriam ser revestidas com material anti-ruído em substituição ao revestimento cerâmico existente.

## Localização

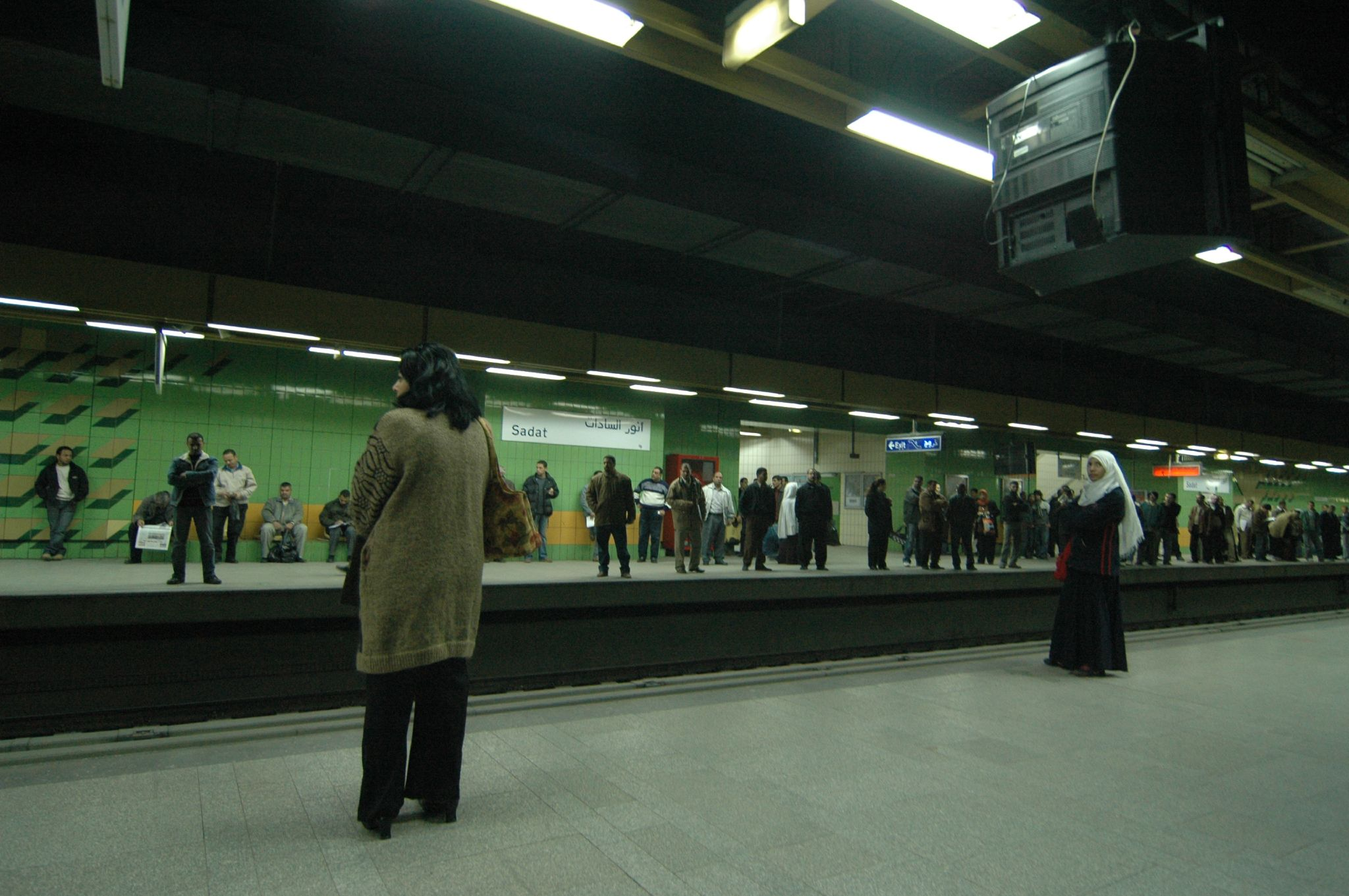
Plataforma de embarque.

Situada na Praça Tahrir, a estação tem sido o ponto de confluência de manifestações que acontecem na cidade do Cairo. O serviço de metro ficou interrompido por dois anos na região, após uma operação de segurança em 14 de agosto de 2013, quando a polícia atuou na dispersão à força de duas manifestações massivas de apoiadores da Irmandade Muçulmana. De forma preventiva voltou a fechar em junho de 2017. E novamente em 2011 durante a Revolução Egípcia.

## Ponto de interesse
A estação é a mais próxima do Museu Egípcio.

## Medições de radônio
O radônio é um elemento químico radioativo, que é liberado de solos e rochas, materiais de construção e água. Este gás tem sido observado em túneis e estações de metrô construídos com concreto, tijolos,
pedras naturais e cerâmicas. Durante um ano entre 1998 e 1999, as Estações Sadat e Al-Shohadaa forma monitoradas, e a conclusão dos estudos indicaram que os níveis do gás observados eram estáveis e não ofereciam perigo para os funcionários e passageiros do metrô.